# Mary Peltola
Mary Peltola (de soltera Mary Sattler; Yup'ik: Akalleq; Anchorage, 31 de agosto de 1973) es una política estadounidense que fue miembro de la Cámara de Representantes de los Estados Unidos por el distrito congresional at-large de Alaska desde el 13 de septiembre de 2022 hasta el 3 de enero de 2025.
Miembro del Partido Demócrata, anteriormente se desempeñó como miembro de la Cámara de Representantes de Alaska de 1999 a 2009. Después de representar al distrito 39 de 1999 a 2003, representó al distrito 38 durante el resto de su mandato. Ganó la elección especial del distrito congresional de Alaska de agosto de 2022 y obtuvo un mandato completo en la elección general de noviembre de 2022.
Es la primera representante nativa de Alaska y la primera demócrata en ser elegida para la Cámara de Representantes de los Estados Unidos desde Nick Begich en 1972; convirtiéndola en la tercera demócrata en representar a Alaska en la Cámara desde que Alaska se convirtió en estado en 1959; también es la primera mujer en representar a Alaska en la Cámara de Representantes.

## Temprana edad y educación
Peltola, perteneciente al pueblo Yup'ik, nació en Anchorage, Alaska. Su padre, Ward H. Sattler, era un piloto y hombre de negocios que se postuló sin éxito para la Cámara de Representantes de Alaska en 2004, 2006 y 2008. Peltola tiene 10 hermanos. Se crio en las comunidades de Kwethluk, Tuntutuliak, Platinum y Bethel, Alaska. Como estudiante universitaria, trabajó como técnica de arenque y salmón para el Departamento de Pesca y Caza de Alaska. Peltola estudió educación primaria en la Universidad del Norte de Colorado y luego tomó cursos en la Universidad de Alaska Fairbanks, la Universidad de Alaska Sudeste y la Universidad de Alaska Anchorage.

## Carrera profesional

### Cámara de Representantes de Alaska
Peltola fue elegido originalmente para la Cámara de Representantes de Alaska en 1998, derrotando al titular Ivan Martin Ivan de Akiak en las primarias demócratas. Peltola apareció en la boleta electoral en su primera elección exitosa con su apellido de soltera, aunque en ese momento ya estaba casada con Jonathan Kapsner. Fue elegida y reelegida en su mayoría sin o con mínima oposición, y el regreso de Ivan para desafiarla en las primarias de 2002 fue la contienda más reñida que enfrentó. 
Durante su mandato en la Cámara, sirvió en varios comités permanentes, incluidos Finanzas, Recursos y Salud y Servicios Sociales. Peltola también fue responsable de reconstruir el "Bush Caucus", un grupo no partidista de representantes y senadores que representan a las comunidades rurales y todoterreno en Alaska. Fue presidenta del Bush Caucus durante ocho años. Peltola patrocinó con éxito legislación relacionada con la seguridad escolar, la pesca, el abuso de inhalantes y los distritos judiciales. 

### Carrera posterior
Desde que dejó la Cámara, Peltola ha trabajado como director ejecutivo de la Comisión Intertribal de Peces del Río Kuskokwim. Después de dejar la Casa, trabajó como gerente de desarrollo comunitario y sustentabilidad para Donlin Gold. Peltola fue elegida para el Concejo Municipal de Bethel en 2011 como una exitosa defensora del Yukon-Kuskokwim Fitness Center, y sirvió hasta que terminó su mandato en 2013. También trabajó como cabildera estatal de 2015 a 2017. 

### Elecciones a la Cámara de Representantes en 2022
Peltola fue una de los tres candidatas restantes de los 50 candidatos iniciales en la primaria inicial del 11 de junio para la elección especial del distrito congresional de Alaska de 2022. Peltola avanzó a la segunda vuelta, la única demócrata en hacerlo. Al Gross, un independiente, se retiró de la segunda vuelta, dejando a dos republicanos restantes, la exgobernadora Sarah Palin y Nick Begich III. Tres votantes de Alaska presentaron una demanda perdedora para impugnar la decisión de no permitir que la republicana Tara Sweeney, la quinta en las primarias, pueda avanzar a la segunda vuelta. Ella compitió en la boleta de segunda vuelta el 31 de agosto.
Peltola derrotó a Sarah Palin y se convirtió en miembro de la Cámara de Representantes de los Estados Unidos. Prestó juramento el 13 de septiembre de 2022, y su mandato concluirá el 3 de enero de 2023, aunque obtuvo un mandato completo en la elección regular de 2022.

## Posiciones políticas

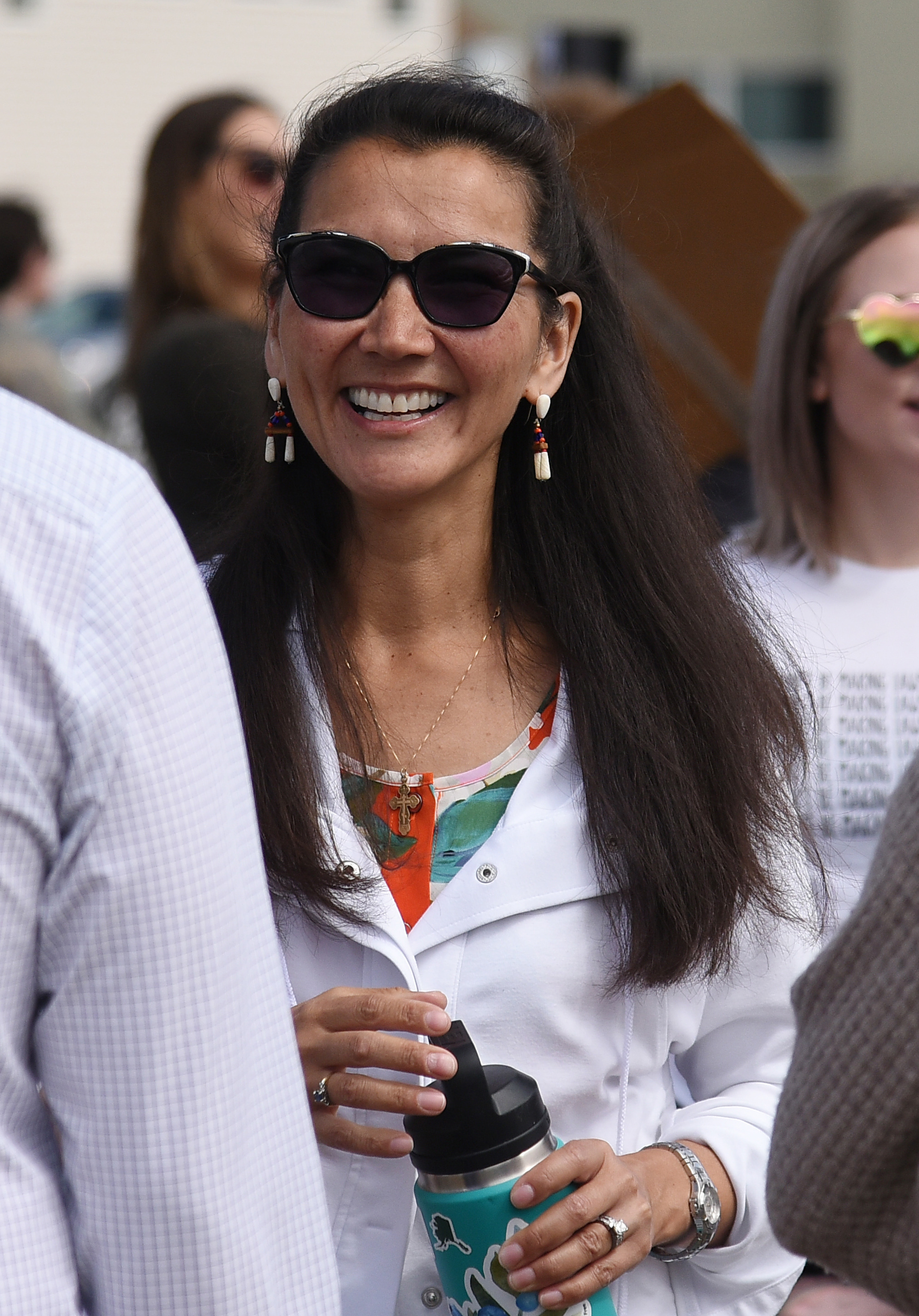
Peltola en una manifestación de Planned Parenthood en julio de 2022

### Aborto
Peltola está a favor del derecho a elegir y ha expresado su apoyo a la codificación del caso Roe v. Wade.

### Energía
Peltola apoya el Proyecto Willow de ConocoPhillips y el aumento del desarrollo petrolero dentro de la Reserva Nacional de Petróleo de Alaska.Instó a la Casa Blanca y al Departamento del Interior a aprobar el proyecto, lo que hicieron.

### Pesca
Peltola ha centrado su campaña electoral en la pesca.Apoya la reforma de la Ley Magnuson-Stevens de Conservación y Gestión de la Pesca, para proteger mejor la pesca y los ecosistemas marinos. Cree que el enfoque de la ley en el "rendimiento óptimo" ha privilegiado las consideraciones económicas sobre las ambientales, y apoya la modificación de la ley para priorizar el medio ambiente.

### Derechos de armas
El 13 de junio de 2023, Peltola, junto con otro demócrata, Jared Golden de Maine, votó con los republicanos a favor de H.J. Res. 44, un proyecto de ley que intentaba derogar las nuevas regulaciones de la ATF con respecto a los soportes para pistolas.

### Cuidado de la salud
El 31 de enero de 2023, Peltola votó en contra de la Ley de Libertad para los Trabajadores de la Salud, un proyecto de ley para levantar los mandatos de vacunación contra la COVID-19 para los trabajadores de la salud.
El 1 de febrero de 2023, Peltola votó en contra de una resolución para poner fin a la emergencia nacional por COVID-19.

### Inmigración
El 9 de febrero de 2023, Peltola votó en contra de una resolución que condenaba la Ley de Enmienda de los Derechos Electorales de los Residentes Locales de 2022, el plan del Distrito de Columbia para permitir que los no ciudadanos voten en las elecciones locales.
El 8 de mayo de 2024, Peltola votó en contra de la "Ley de Representación Igualitaria". Esta ley propuesta habría requerido que, cuando el gobierno contara la población de cada estado para determinar el número apropiado de representantes de los Estados Unidos, los no ciudadanos que no fueran elegibles para votar fueran excluidos del recuento.

### Política exterior
En 2023, Peltola votó en contra de la H.Con.Res. 21, que ordenaba al presidente Joe Biden retirar las tropas estadounidenses de Siria en un plazo de 180 días.

### Derechos LGBT
El 8 de diciembre de 2022, Peltola votó a favor de la Ley de Respeto al Matrimonio, que derogó la Ley de Defensa del Matrimonio y ordenó el reconocimiento federal de los matrimonios entre personas del mismo sexo e interraciales.[68] El 20 de abril de 2023, Peltola votó en contra de la Ley de Protección de Mujeres y Niñas en el Deporte, que habría requerido que las personas que participan en deportes competitivos compitan en la categoría asociada con su sexo asignado en lugar de su identidad de género. Ella describió el proyecto de ley como "bullying". Refiriéndose al enfoque del proyecto de ley en la comunidad transgénero, Peltola declaró: "No sé por qué demonios, como adultos y líderes nacionales, estaríamos atacándolos y tratando de hacerles la vida aún más difícil".

## Vida personal
Peltola es la primera representante de los Estados Unidos de Alaska que nació en el estado. Es nativa de Alaska y miembro del Consejo Nativo Orutsararmiut. Es cristiana ortodoxa y pertenece a la Iglesia Ortodoxa de los Estados Unidos.
Peltoa tiene cuatro hijos biológicos y tres hijastros. Su tercer marido, Eugene "Buzzy" Peltola Jr., se desempeñó como director de Alaska para la Oficina de Asuntos Indígenas. Murió en 2023 después de que el avión que volaba se estrellara.